# Duncan Wingham
Duncan John Wingham (ur. 12 października 1957) – brytyjski fizyk, profesor fizyki klimatu na University College London i pierwszym dyrektorem Centrum Obserwacji i Modelowania Polarnego. Jest dyrektorem naczelnym Rady ds. Badań nad Środowiskiem Naturalnym i głównym naukowcem misji satelitarnej CryoSat.
W latach 90. Wingham był zaangażowany w czteroletnie badanie satelitarne pokrywy lodowej Antarktydy. Jego wniosek i późniejsze badania są takie, że Antarktyda w niewielkim stopniu przyczyniła się do obserwowanego wzrostu poziomu mórz w XX wieku. Stwierdził jednak również, że „możliwe jest, że wpływ globalnego ocieplenia na wzrost poziomu mórz został niedoszacowany ... Inne źródła wzrostu należy niedoceniać. W szczególności jest możliwe, że wpływ globalnego ocieplenia na rozszerzalność cieplną (na oceanach) jest większa niż myśleliśmy ”.
W wywiadzie z 2005 roku Wingham stwierdził, że „Antarktyda jest do pewnego stopnia izolowana od globalnego ocieplenia, ponieważ na jej północy są strefowe przepływy w atmosferze i oceanie, którym nie przeszkadzają inne lądy… Nie zaprzeczam globalnemu ociepleniu”.
Wingham został pasowany na Rycerza Kawalera w 2020 roku za zasługi dla nauk o klimacie.